# 마나바 (왕)
마나바는 가우다의 왕 샤샹카의 아들이자 후계자였다. 그는 마지막으로 기록된 가우다 통치자였고 아마도 푸슈야부티 왕조의 황제 하르샤바르다나 또는 카마루파의 왕 바스카라바르만에 의해 폐위되었을 것이다. 그는 서기 625년부터 626년까지 8개월 5일 동안 왕으로 통치했다.